# Carlo Eusebio del Liechtenstein
Carlo Eusebio del Liechtenstein (11, 12 aprile o 12 settembre 1611 – Schwarzkosteletz, 3, 5 febbraio o 5 aprile 1684) è stato il secondo principe sovrano del Liechtenstein dal 1627 al 1684.
Al termine della guerra dei Trent'anni, Carlo Eusebio iniziò un meritevole progetto di restauro economico dei suoi domini. Carlo Eusebio si distinse anche per essere stato un valente patrono dell'architettura del periodo.

## Biografia

### Infanzia
Nacque il 12 settembre 1611 da Carlo I del Liechtenstein e dalla baronessa Anna Maria Šemberová di Boskovic e Černá Hora.

### Principe di Liechtenstein

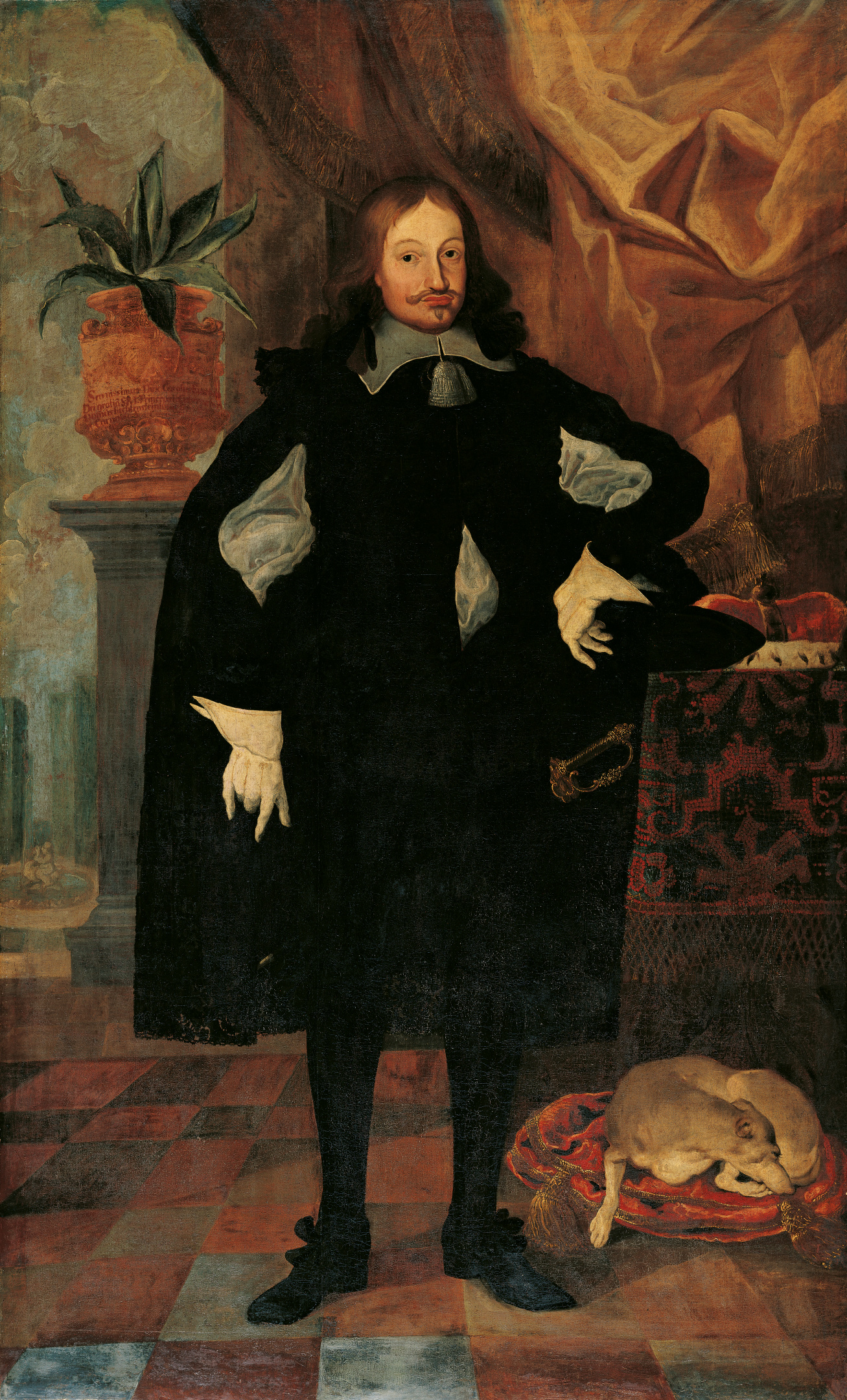
Il principe Carlo Eusebio di Liechtenstein in un ritratto del XVII secolo

Ereditò il titolo nel 1627, alla morte del padre, il principe Carlo I. Egli aveva appena 16 anni e pertanto gli vennero affiancati per tutori gli zii, il principe Gundacaro ed il principe Massimiliano, che furono reggenti in suo nome sino al 1632. Dal 1639 al 1641 Carlo Eusebio fu Capitano Capo dell'Alta e della Bassa Slesia.

### Matrimonio
Il 6 agosto del 1644 sposò la nipote Giovanna Beatrice di Dietrichstein-Nikolsburg.

### Morte
Il Principe morì il 5 aprile 1684 a Schwarzkosteletz.

## Discendenza
Il principe Carlo Eusebio e Giovanna Beatrice di Dietrichstein-Nikolsburg ebbero:
- Eleonora Maria (1647-1704), sposò il Principe Giovanni Sigfrido di Eggenberg (1644-1713).
- Anna Maria (1648-1654).
- Maria Teresa (1649-1716) sposò Jakob Leslie († 1691) e alla morte di questi si sposò con il Conte Johann Balthasar von Wagensörg von Sonnegg († 1693).
- Giovanna Beatrice (1650-1672) sposò Massimiliano II del Liechtenstein (1641-1709).
- Francesco Domenico Eusebio (*/† 1652).
- Carlo Giuseppe (*/† 1652).
- Francesco Eusebio (1654-1655).
- Cecilia (*/† 1655).
- Giovanni Adamo Andrea (1657-1712) sposò Edmunda Maria Teresa von Dietrichstein-Nikolsburg (1652-1737).

## Ascendenza
|                                                  |                                |                                             | Genitori                                |  |  | Nonni |  |  | Bisnonni                                    |  |  | Trisnonni                             |  |
|                                                  |                                |                                             |                                         |  |  |       |  |  | Giorgio Hartmann di Liechtenstein-Feldsberg |  |  | Hartmann I di Liechtenstein-Feldsberg |  |
|                                                  |                                |                                             |                                         |  |  |       |  |  | Giorgio Hartmann di Liechtenstein-Feldsberg |  |  | Hartmann I di Liechtenstein-Feldsberg |  |
|                                                  |                                | Giovanna di Mainburg                        |                                         |  |  |       |  |  | Giorgio Hartmann di Liechtenstein-Feldsberg |  |  |                                       |  |
| Hartmann II di Liechtenstein-Feldsberg           |                                |                                             |                                         |  |  |       |  |  | Giorgio Hartmann di Liechtenstein-Feldsberg |  |  |                                       |  |
|                                                  |                                | Susanna di Liechtenstein-Nickolsburg        | Giorgio VI di Liechtenstein-Nickolsburg |  |  |       |  |  |                                             |  |  |                                       |  |
|                                                  |                                | Susanna di Liechtenstein-Nickolsburg        | Giorgio VI di Liechtenstein-Nickolsburg |  |  |       |  |  |                                             |  |  |                                       |  |
|                                                  |                                | Susanna di Liechtenstein-Nickolsburg        | Maddalena di Polheim                    |  |  |       |  |  |                                             |  |  |                                       |  |
| Carlo I del Liechtenstein                        |                                | Susanna di Liechtenstein-Nickolsburg        |                                         |  |  |       |  |  |                                             |  |  |                                       |  |
|                                                  |                                | Carlo di Ortenburg                          | Ulrico II di Ortenburg                  |  |  |       |  |  |                                             |  |  |                                       |  |
|                                                  |                                | Carlo di Ortenburg                          | Ulrico II di Ortenburg                  |  |  |       |  |  |                                             |  |  |                                       |  |
|                                                  |                                | Carlo di Ortenburg                          | Veronica di Aichberg                    |  |  |       |  |  |                                             |  |  |                                       |  |
| Anna di Ortenburg                                |                                | Carlo di Ortenburg                          |                                         |  |  |       |  |  |                                             |  |  |                                       |  |
|                                                  |                                | Maximiliana von Frauenberg zum Haag         | Leonardo II di Frauenberg zum Haag      |  |  |       |  |  |                                             |  |  |                                       |  |
|                                                  |                                | Maximiliana von Frauenberg zum Haag         | Leonardo II di Frauenberg zum Haag      |  |  |       |  |  |                                             |  |  |                                       |  |
|                                                  |                                | Maximiliana von Frauenberg zum Haag         | Amalia di Leuchtenberg                  |  |  |       |  |  |                                             |  |  |                                       |  |
| Carlo Eusebio del Liechtenstein                  |                                | Maximiliana von Frauenberg zum Haag         |                                         |  |  |       |  |  |                                             |  |  |                                       |  |
|                                                  | Wenzel Buczowsky von Boskowicz | …                                           |                                         |  |  |       |  |  |                                             |  |  |                                       |  |
|                                                  | Wenzel Buczowsky von Boskowicz | …                                           |                                         |  |  |       |  |  |                                             |  |  |                                       |  |
|                                                  | Wenzel Buczowsky von Boskowicz | …                                           |                                         |  |  |       |  |  |                                             |  |  |                                       |  |
| Johann Schembera von Czernahor von Boskowitz     | Wenzel Buczowsky von Boskowicz |                                             |                                         |  |  |       |  |  |                                             |  |  |                                       |  |
|                                                  |                                | Anna Pohomirzsky von Oynicz                 | …                                       |  |  |       |  |  |                                             |  |  |                                       |  |
|                                                  |                                | Anna Pohomirzsky von Oynicz                 | …                                       |  |  |       |  |  |                                             |  |  |                                       |  |
|                                                  |                                | Anna Pohomirzsky von Oynicz                 | …                                       |  |  |       |  |  |                                             |  |  |                                       |  |
| Anna Maria Šemberová von Boskovic und Černá Hora |                                | Anna Pohomirzsky von Oynicz                 |                                         |  |  |       |  |  |                                             |  |  |                                       |  |
|                                                  |                                | Albrecht Kraiger von Kraigk                 | Wolfgang Albrecht Kraiger von Kraigk    |  |  |       |  |  |                                             |  |  |                                       |  |
|                                                  |                                | Albrecht Kraiger von Kraigk                 | Wolfgang Albrecht Kraiger von Kraigk    |  |  |       |  |  |                                             |  |  |                                       |  |
|                                                  |                                | Albrecht Kraiger von Kraigk                 | Sophie Krzineczky von Ronow             |  |  |       |  |  |                                             |  |  |                                       |  |
| Anna Kraiger von Kraigk                          |                                | Albrecht Kraiger von Kraigk                 |                                         |  |  |       |  |  |                                             |  |  |                                       |  |
|                                                  |                                | Maria Magdalene Kostomlatsky von Wrzesowicz | …                                       |  |  |       |  |  |                                             |  |  |                                       |  |
|                                                  |                                | Maria Magdalene Kostomlatsky von Wrzesowicz | …                                       |  |  |       |  |  |                                             |  |  |                                       |  |
|                                                  |                                | Maria Magdalene Kostomlatsky von Wrzesowicz | …                                       |  |  |       |  |  |                                             |  |  |                                       |  |
|                                                  |                                | Maria Magdalene Kostomlatsky von Wrzesowicz |                                         |  |  |       |  |  |                                             |  |  |                                       |  |

### Annotazioni
1. ↑  Il dipinto venne realizzato da un artista ignoto forse a Bruxelles, e fino al 1944 era ubicato nel castello di Lednice.[1]

### Fonti
1. ↑  (EN, DE) Portrait of the young Prince Karl Eusebius I von Liechtenstein, su liechtensteincollections.at. URL consultato il 20 novembre 2024.
2. 1 2  (EN, DE) Prince Karl Eusebius I von Liechtenstein, su liechtensteincollections.at. URL consultato il 20 novembre 2024.
3. 1 2  (EN, DE) Karl Eusebius, Fürst von und zu Liechtenstein, su genealogics.org, 23 giugno 1998. URL consultato il 20 novembre 2024.
4. 1 2  (DE) Schematismus des gesammten hochfürstlich Johann Liechtenstein'schen Güterbesitzes, su books.google.it,  p. 36.